# وبست
وبست، هي إلهة في الدين المصري القديم. تعد واحدة من تجسيدات الكوبرا الصاعقة التي تحمي الملوك؛ وهي أيضًا عين رع وتذكر باسم "العين" في نصوص التوابيت. اسمها يعني "الحارقة". في نصوص الدولة الحديثة تدمر أعداء أوزيريس. ذُكر أن لها معبدًا في جزيرة البجه؛ لم يتم العثور على هيكل كهذا هناك، لكنها تظهر في معابد آلهة أخرى في البجه وفي النوبة السفلى.

## الأيقونية
غالبًا ما تُصور كثعبان، ولكن في العصرين اليوناني والروماني لها أيضًا تصاوير أنثروبومورفية (إنسانوية)، كمرأة برأس أسد أو بتاج الكوبرا أو قرص الشمس على رأسها.